# Epochrinopsis bicolorata
Epochrinopsis bicolorata är en tvåvingeart som beskrevs av Erich Martin Hering 1939. Epochrinopsis bicolorata ingår i släktet Epochrinopsis och familjen borrflugor.
Artens utbredningsområde är Bolivia. Inga underarter finns listade i Catalogue of Life.